# 1712 w polityce

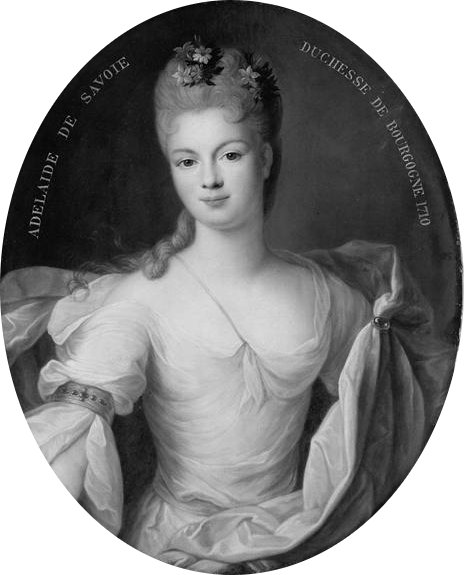
Maria Adelajda Sabaudzka

Wydarzenia polityczne w 1712 roku.

## Wydarzenia
- Stolica Rosji została przeniesiona z Moskwy do Petersburga[1].

## Urodzili się
- 24 stycznia Fryderyk II Wielki, król Prus[2].

## Zmarli
- 12 lutego Maria Adelajda Sabaudzka, księżna Burgundii[3], matka Ludwika XV.
- 18 kwietnia Ludwika Maria Teresa Stuart, księżniczka angielska i szkocka[4].